# Hasonmás (film)
A Hasonmás (Surrogates) egy 2009-ben bemutatott amerikai sci-fi, Bruce Willis főszereplésével.

## Cselekmény
2054-ben az emberek robot hasonmásaikat használják a mindennapi életben, hogy helyettesítsék saját magukat. Így az élet biztonságosabb, mert baleset, szándékos rongálás vagy akár fegyveres támadás esetén is csak a robot test sérül, a tulajdonosa biztonságban van otthonában. Egy napon azonban olyan fegyver jelenik meg, amely megöl két hasonmást és az őket távolból irányító embereket is. Az egyik áldozat a hasonmások kitalálójának fia.
Mivel az ilyen támadást eddig lehetetlennek tartották a nyomozásba bevonják az FBI két ügynökét, Tom Greert (Bruce Willis) és Jennifer Peterst (Radha Mitchell). Hamarosan egy összeesküvés nyomára bukkannak és miután Greer hasonmása használhatatlanná válik, önmaga ered a tettesek után...

## Szereplők
- Bruce Willis mint Tom Greer FBI-ügynök,
- Radha Mitchell mint Jennifer Peters ügynök, Greer partnere[2]
- Rosamund Pike mint Maggie Greer, Greer felesége[2]
- Ving Rhames mint a Próféta[2]
- Boris Kodjoe mint Andrew Stone, Peters és Greer felettese az FBI-nál[3]
- Jack Noseworthy mint Miles Strickland, a férfi, aki megölte Canter fiát.[3]
- James Cromwell mint Dr. Lionel Canter, a hasonmások kitalálója
- Michael Cudlitz mint Colonel Brendan
- James Francis Ginty mint Dr. Lionel Canter fiatalabb hasonmása
- Helena Mattsson mint JJ, a szőke
- Meta Golding mint az egyik női ügyvéd